# Yachandra torana
Yachandra torana är en insektsart som beskrevs av Webb 1983. Yachandra torana ingår i släktet Yachandra och familjen dvärgstritar. Inga underarter finns listade i Catalogue of Life.